# Хмельницька Аделіна Валентинівна
Аделіна Валентинівна Хмельницька (до шлюбу — Орлянкіна; 4 грудня 1937, м. Кірсанов, Тамбовська область, РРФСР, СРСР — 3 жовтня 2021, Київ, Україна) — радянська і українська режисерка монтажу.

## Біографічні відомості
Народилась 4 грудня 1937 року у місті Кірсанов, РРФСР.
Закінчила Київський державний інститут театрального мистецтва ім. І. Карпенка-Карого (1977).
З 1999 року викладала історію та теорію монтажу на кафедрі режисури кіно і телебачення (Інститут кіно і телебачення. Київський національний університет театру, кіно і телебачення імені Івана Карпенка-Карого).

Могила Аделіни Хмельницької та її родини, Байкове кладовище

Член Національної спілки кінематографістів України.
Померла 3 жовтня 2021 року у Києві на 84-му році життя. Похована у колумбарії Байкового кладовища разом із чоловіком та сином.

### Родина
- Батько — оператор Валентин Орлянкін (1906—1999).
- Чоловік — кінорежисер Володимир Хмельницький (1935—2023).
  - Син — Тимур (1966—2017).
- Брат — оператор Олег Орлянкін (нар. 1952).

## Фільмографія
Працювала на студії «Київнаукфільм» у фільмах:
- «Той, що йде по колу» (1970)
- «Метаморфози» (1979)
- «Люди і дельфіни» (1983, т/ф, 4 а)
- «Білий олень тундри» (1987)
- «На прив'язі біля злітної смуги» (1988)
- «Вірний Руслан (Історія вартового собаки)» (1991)
- «Сьогодні» (1997)
- «Обличчя» (1998)
- «100 років у пошуках самотності» (2000) та багато ін.